# Fender Precision Bass

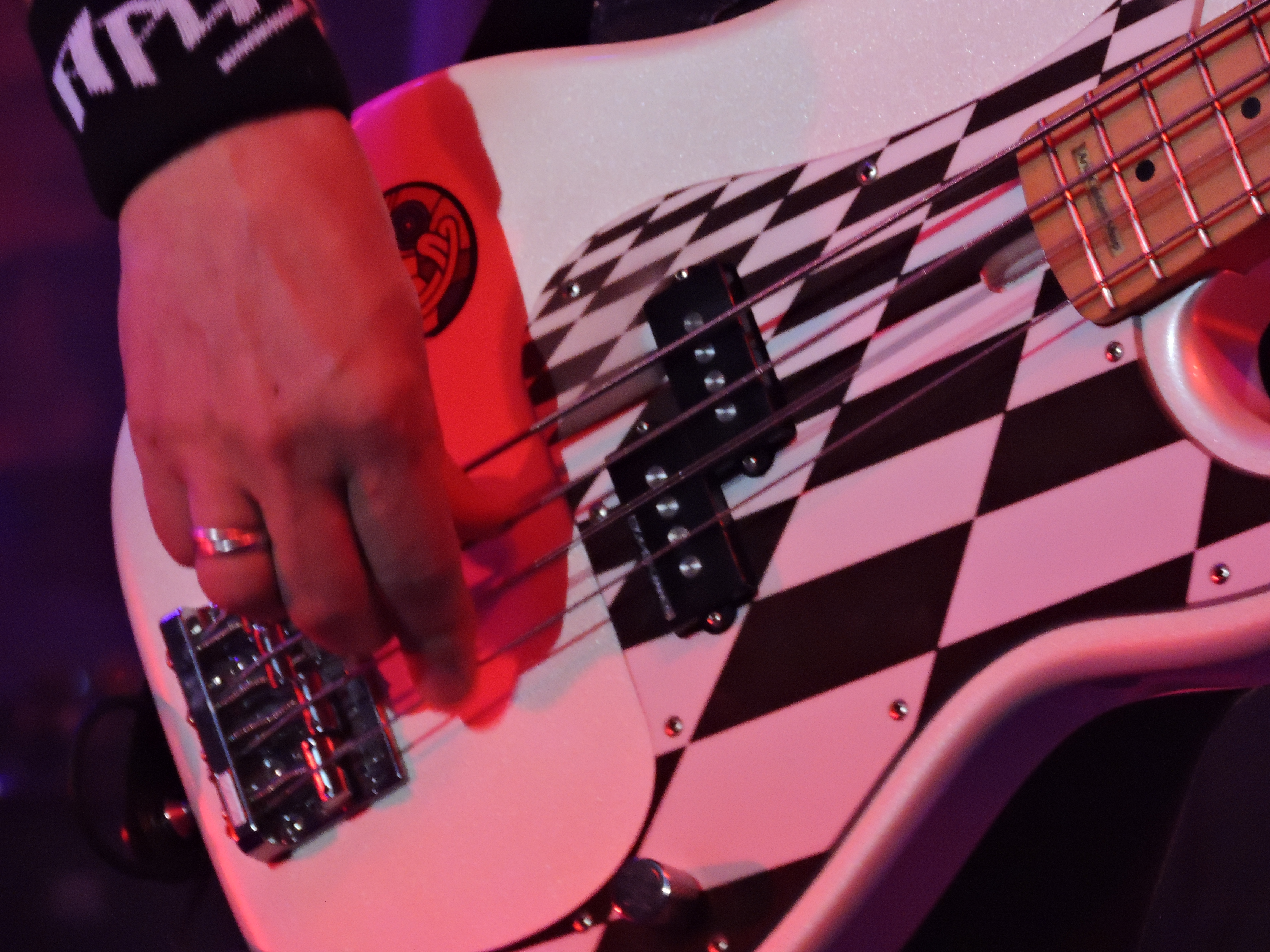
Звукосниматели типа сплит (раздельный хамбакер)

Fender Precision Bass — первая цельнокорпусная бас-гитара массового производства, разработанная Лео Фендером в 1951 году и выпускаемая по сей день. В процессе выпуска данная модель неоднократно модифицировалась, на данный момент компания Fender предоставляет широкий выбор модельного ряда Precision Bass.

## История

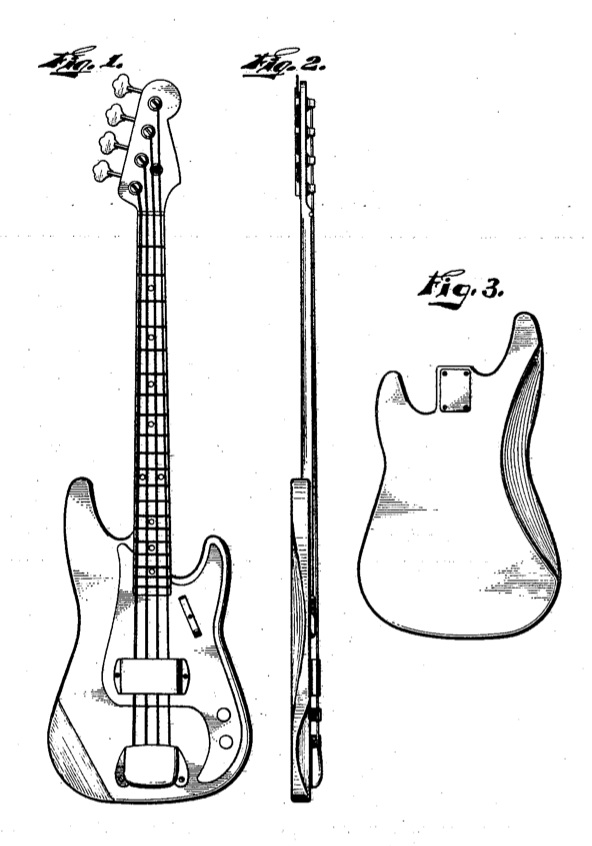
Патент на Fender Precision Bass

Несмотря на то, что модель Precision Bass была создана через 15 лет после выпуска первой бас-гитары компанией Audiovox Manufacturing в Сиэтле, штат Вашингтон, она стала первой бас-гитарой массового производства. В фабричной комплектации она имеет корпус из ольхи или ясеня, раздельный (сплит) хамбакер и цельный гриф с кленовой или палисандровой накладкой с 20 ладами. В настоящее время Precision Bass является одной из самых продаваемых бас-гитар в мире.
Серия American Standard (массивный винтажный бридж и лёгкие Hipshot колки), American Deluxe (J-style звукосниматель, активный трёхполосный эквалайзер с питанием 18 вольт), Highway One (BadAss II бридж) и American Vintage производятся на американском заводе в Короне, штат Калифорния. Ясеневая American Deluxe Precision производилась с 1995 по 2006, в 2007 году была снята с производства.